# Tetris Effect
Tetris Effect es un videojuego de rompecabezas desarrollado por los estudios japoneses Resonair y Monstar y publicado por Enhance, Inc. El juego se anunció inmediatamente antes de la Electronic Entertainment Expo 2018, y salió a la venta en PlayStation 4, incluyendo soporte opcional para PlayStation VR, el 9 de noviembre de 2018. Una expansión llamada "Tetris Effect: Connected" salió a la venta el 10 de noviembre de 2020 a través de Xbox One, Xbox Series X y Series S y la tienda Xbox de Windows 10. El juego se incluyó en el servicio de suscripción Xbox Game Pass el día de lanzamiento. Dicha versión salió como una actualización gratuita para las versiones existentes (PS4, Oculus Quest y Epic Games Store) y a la venta en Steam el 18 de agosto de 2021, y una versión para Nintendo Switch fue anunciada para debutar el 8 de octubre del mismo año. Una versión para PlayStation 5, con soporte para PlayStation VR2, fue lanzada el 22 de febrero de 2023.

## Jugabilidad
La jugabilidad de Tetris todavía se aplica, donde los jugadores deben colocar tetrominós en un campo de juego para crear líneas, las cuales son eliminadas al completarse. El juego incorpora temas y música a través de treinta etapas diferentes con el juego ligado al ritmo de la música. Una nueva mecánica, llamada "Zone", permite a los jugadores "detener el tiempo"; esto permite colocar varios bloques a la vez que potencialmente pueden despejar más de dieciséis líneas a la vez, apodado un decahexatris. El juego incluye un sistema de nivelación de meta-juego que presenta al jugador con nuevos desafíos a medida que progresan.

## Tetris Effect: Connected
La versión Connected incluye como novedad un modo multijugador, tanto local y en línea, inspirado en lo que se logró en Tetris 99, título exclusivo de la Nintendo Switch.
El multijugador incluye 5 modos, los cuales son:
Conectado: Un equipo de 3 jugadores deberá unirse para derrotar una serie de jefes controlados por la máquina. En total hay 5 zonas, que están integradas por 3 jefes cada uno (representados por signos zodiacales, a excepción de la Zona 5).
Conectado VS: Este modo, disponible solo los fines de semana, permite a los jugadores controlar a los jefes del modo "Conectado", lo cual les da la capacidad de enfrentarse contra un equipo de 3 jugadores, usando los ataques únicos de cada jefe. 
Ataque de Zona: 2 jugadores deberán eliminar líneas, usando técnicas avanzadas para enviar varias líneas al contrincante. En este modo, los jugadores podrán usar la mecánica de "Zone" que les permitirá eliminar y enviar un mayor número de líneas. El jugador que llene su pantalla, perderá la partida.
Ataque de Puntuación: 2 jugadores deberán conseguir la mayor puntuación posible con la jugabilidad del Tetris moderno (caída rápida, cola de espera, etc.). Conforme se vayan eliminando más líneas, la velocidad de juego aumentará. Si el jugador con mayor puntaje llena su pantalla y no puede continuar, el contrario solo tendrá 2 minutos para superar dicho puntaje. Gana el jugador que consiga la puntuación más alta.
Ataque de Puntuación Clásico: Pasa lo mismo que en el modo anterior, con la diferencia de que, en esta ocasión, se usa la jugabilidad clásica de Tetris (sin cola de espera ni caída rápida, por ejemplo). Este modo rememora la versión de Tetris lanzada para la Nintendo Entertainment System en el año 1989.

## Desarrollo
Tetris Effect está en desarrollo desde 2012 y se inspira en el fenómeno del mismo nombre, en el que, después de jugar durante un largo periodo de tiempo, los jugadores seguirían viendo caer bloques de "Tetris" durante algún tiempo después de abandonar el juego, un elemento relacionado con el concepto de zona. Según el creador del juego, Tetsuya Mizuguchi, el objetivo del juego era "amplificar y realzar esa misma sensación mágica en la que no puedes sacártela de la cabeza, y no solo las figuras que caen, sino todos los elementos visuales, los sonidos, la música". Mizuguchi había querido durante muchos años producir un juego basado en la música en torno a Tetris, pero su licencia estaba en manos de Electronic Arts, lo que dificultaba su uso. Alrededor de 2012, Mizuguchi comenzó a hablar con Henk Rogers, el fundador de The Tetris Company que ahora posee los derechos de Tetris. Mizuguchi y Rogers hablaron sobre el desarrollo de una versión de Tetris musicalizada con un "flujo" que los jugadores lograrían mientras jugaban, lo que conduciría al inicio del desarrollo del juego.